# Песма Евровизије 1958.
Песма Евровизије 1958. (фр. Concours Eurovision de la chanson 1958) је био трећи по реду избор за Песму Евровизије. У организацији Европске радиодифузне уније (ЕБУ) и домаћина Nederlandse Televisie Stichting (NTS), такмичење, првобитно названо Велика европска награда такмичења за песму Евровизије 1958. одржано је 12. марта 1958. у AVRO студију у Хилверсуму, у Холандији, а водитељка је била холандска телевизијска презентерка Хани Липс. Ово је био први пут да је земља домаћин била земља која је победила претходне године, традиција која се наставила до данас (са пар изузетака).
Десет земаља је учествовало на такмичењу, исти број као претходне године; Шведска је дебитовала на такмичењу, док је Уједињено Краљевство одлучило да не учествује.
Победила је Француска с песмом Dors, mon amour коју је певао Андре Клаво. Једна од других песама је ипак имала већи утицај после такмичења, италијанска песма Nel blu, dipinto di blu, познатија и као Volare, коју изводи Доменико Модуњо, која је завршила на трећем месту. Песма је постала светски хит, освојила два Гремија 1959. и ушла на топ-листе у више држава.

## Локација
Такмичење 1958. је одржано у Хилверсуму, у Холандији. Место одржавања је било AVRO студио, који је у то време служио као главни радио-телевизијски емитерски објекатхоландског амитера AVRO. Хилверсум се често назива „медијским градом”, пошто је центар радио-телевизијских емитера у Холандији, као и седиште више организација које сачињавају Nederlandse Publieke Omroep (NPO); организацију јавних емитера.
Иако је победила 1957, Холандија није првој понуђено право домаћинства, пошто је конвенција у то време наводила да је ће сваки емитер бити домаћин наизменично. Британска радиодифузна корпорација (BBC) је била први избор домаћина, али је одустала пошто није успела да постигне договор са уметничким синдикатима. Холандски Nederlandse Televisie Stichting (NTS) је добио права домаћинства пошто је сваки други емитер одбио да буде домаћин. Ово је успоставило традицију да ће победник бити домаћин следеће године.

## Земље учеснице
Десет земаља је учествовало на такмичењу, исти број као претходне године; Шведска је дебитовала на такмичењу, док је Уједињено Краљевство одлучило да не учествује, иако је првобитно желело да учествује и било наведено на спису земаља учесница у оригиналним правилима објављеним у новембру 1957. године.
| Држава     | Емитер           | Извођач(и)      | Песма                            | Језик                | Аутор(и)                              | Диригент            |
| ---------- | ---------------- | --------------- | -------------------------------- | -------------------- | ------------------------------------- | ------------------- |
| Аустрија   | ОРФ              | Лијен Огустин   | Die ganze Welt braucht Liebe     | немачки              | Гинтер Леополд Курт Вернер            | Вили Фантл          |
| Белгија    |                  | Фуд Леклер      | Ma petite chatte                 | француски            | Андре Дохет                           | Долф ван дер Линден |
| Данска     | Statsradiofonien | Ракел Растени   | Jeg rev et blad ud af min dagbog | дански               | Хари Јенсен                           | Кај Мортенсен       |
| Италија    | Раи              | Доменико Модуњо | Nel blu, dipinto di blu          | италијански          | Франко Миљачи [ ] Доменико Модуњо     | Алберто Семприни    |
| Немачка    | [ а ]            | Магрот Хилшер   | Für zwei Groschen Musik          | немачки              | Волтер Брендин Фридрих Мејер Фред Рох | Долф ван ден Линден |
| Луксембург |                  | Соланж Бери     | Un grand amour                   | француски            | Михел Ерик Моник Ленијес Рејмонд Рох  | Долф ван ден Линден |
| Француска  |                  | Андре Клаво     | Dors, mon amour                  | француски            | Пјер Делано [ ] Хуберт Жиро [ ]       | Франк Пурсел        |
| Холандија  |                  | Кори Брокен     | Heel de wereld                   | холандски            | Бени Вреден                           | Долф ван ден Линден |
| Шведска    |                  | Алис Бабс       | Lilla stjärna                    | шведски              | Оке Герхард [ ] Ганар Версен          | Долф ван ден Линден |
| Швајцарска | СРГ ССР          | Лис Асија       | Giorgio                          | немачки, италијански | Паул Буркхард [ ] Фридолин Чуди       | Паул Буркхард       |

### Извођачи који су учествовали раније
| Извођач(и)    | Држава     | Коментар | Реф.          |
| ------------- | ---------- | --- | ------------- |
| Лис Асија     | Швајцарска | Представљала је Швајцарску 1956. са песмом Refrain и победила. Изводила је и другу песму Швајцарске 1956, Das alte Karussell. Представљала је Швајцарску 1957. са песмом L'enfant que j'étais. | [ 17 ] [ 18 ] |
| Кори Брокен   | Холандија  | Изводила је једну од песама Холандије 1956, Voorgoed voorbij. Представљала је Холандију 1957. са песмом Net als toen и победила.                                                               | [ 17 ] [ 18 ] |
| Фуд Леклер    | Белгија    | Изводио је једну од песама Белгије 1956, Messieurs les noyés de la Seine. Представљала је Холандију 1957. са песмом Net als toen и победила.                                                   | [ 17 ] [ 18 ] |
| Маргот Хилшер | Немачка    | Представљала је Немачку 1957. са песмом Telefon, Telefon. | [ 17 ] [ 18 ] |

## Формат
Такмичење је организовао и преносио NTS, где је Пјет те Нујл млађи био продуцент, Гијс Стапершоф је био режисер, а Долф ван дер Линден је био музички директор и предводио је Оркестар  током такмичења. Свака држава је смела да номинује свог музичког директора да предводи оркестар током њиховог наступа, док је музички директор земље домаћина дириговао оркестром за државе које то нису учиниле..
Такмичење је било у једној од хала AVRO емитерског комплекса, хала је имала малу сцену за певаче, а оркестар са леве стране из угла публике. Позадина дела за наступ је имала променљиву позадину како би се свакој песми дао контекст речи, који је уклоњен да открије семафор током гласања. Хала је била декорисана хиљадама лала.
Није било значајнијих промена правила у односу на 1957; свака држава је учествовала кроз једног емитера члана ЕБУ-а, са једном песмом, коју изводе до две особе на сцени. Због кршења правила о дужини песама на претходном такмичњеу, максималан лимит од 3 минута и 30 секунди је строжије спровођен ове године. Систем гласања је остао исти као и претходне године; Свака држава је имала десет чланова жирија, где је десет чланова жирија у свакој држави дало један глас својој омиљеној песми, а апстенције нису биле дозвољене. Чланови жирија нису смели да гласају за песму своје државе.

## Преглед такмичења
Такмичење је одржано 3. марта 1957, са почетком у 21:00 по средњоевропском времену (20:00 по светском времену) и трајало око сат времена и десет минута. Презентерка такмичења је била холандска презентерка Хани Липс.
Током паузе је наступао Оркестар Metropole.
Током преноса такмичења, због техничких проблема, у више земаља није могао да се види или чује пренос италијанске песме, која је наступала прва, те је она изведена поново после задње песме.
Победила је Француска са песмом Dors, mon amour, коју је компоновао Пјер Делано, написао Хуберт Жиро, а извео Андре Клаво. Италијанска песма, Nel blu, dipinto di blu коју изводи Доменико Модуњо, постала је светски хит и постала једна од првих евровизијских песама да се прослави изван тамичења. Песма је популарно позната под именом Volare. Песма је достигла прво место на „Billboard Hot 100” лествици, а достигла првих пет у Белгији, Канади, Холандији и Норвешкој, као и првих десет у Уједињеном Краљевству. Песма је добила Греми награде за композицију године, као и за песму године, на првој додели Гремија у мају 1959. године. Песму је обрадило више извођача, укључујући Дин Мартина, Далиду и Gipsy Kings, а преведена је и у више језика.
Nel blu, dipinto di blu је номинована 2005. да се такмичи у „Честитамо: 50 година Песме Евровизије”, специјалном преносу у ком се одлучила најпопуларнија песма у првих 50 година такмичења, као део прославе годишњице. Од 14 песама које су изабране да се такмиче, Nel blu, dipinto di blu је завршила на другом месту иза песме Waterloo, коју је ABBA извела на такмичењу 1974. године.
| #‍  | Држава‍     | Извођач(и)‍      | Песма‍                            | Пласман | Поени |
| -- | ---------- | --------------- | -------------------------------- | ------- | ----- |
| 01 | Италија    | Доменико Модуњо | Nel blu, dipinto di blu          | 3.      | 13    |
| 02 | Холандија  | Кори Брокен     | Heel de wereld                   | 9.      | 1     |
| 03 | Француска  | Андре Клаво     | Dors, mon amour                  | 1.      | 27    |
| 04 | Луксембург | Соланж Бери     | Un grand amour                   | 9.      | 1     |
| 05 | Шведска    | Алис Бабс       | Lilla stjärna                    | 4.      | 10    |
| 06 | Данска     | Ракел Растени   | Jeg rev et blad ud af min dagbog | 8.      | 3     |
| 07 | Белгија    | Фуд Леклер      | Ma petite chatte                 | 5.      | 8     |
| 08 | Немачка    | Магрот Хилшер   | Für zwei Groschen Musik          | 7.      | 5     |
| 09 | Аустрија   | Лијен Огустин   | Die ganze Welt braucht Liebe     | 5.      | 8     |
| 10 | Швајцарска | Лис Асија       | Giorgio                          | 2.      | 24    |

## Резултати
| Начин гласања: Жири | Начин гласања: Жири | Збиран број поена | Државе које гласају | Државе које гласају | Државе које гласају | Државе које гласају | Државе које гласају | Државе које гласају | Државе које гласају | Државе које гласају | Државе које гласају | Државе које гласају |
| Начин гласања: Жири | Начин гласања: Жири | Збиран број поена | Италија             | Холандија           | Француска           | Луксембург          | Шведска             | Данска              | Белгија             | Немачка             | Аустрија            | Швајцарска          |
| Начин гласања: Жири | Начин гласања: Жири | Збиран број поена |                     |                     |                     |                     |                     |                     |                     |                     |                     |                     |
| Такмичари           | Италија             | 13                |                     | 1                   | 1                   |                     | 1                   |                     | 4                   | 4                   | 1                   | 1                   |
| Такмичари           | Холандија           | 1                 |                     |                     |                     |                     |                     |                     |                     |                     |                     | 1                   |
| Такмичари           | Француска           | 27                | 6                   |                     |                     | 1                   | 1                   | 9                   | 1                   | 1                   | 7                   | 1                   |
| Такмичари           | Луксембург          | 1                 |                     |                     |                     |                     |                     |                     |                     |                     |                     | 1                   |
| Такмичари           | Шведска             | 10                |                     | 2                   |                     | 3                   |                     |                     | 1                   |                     | 1                   | 3                   |
| Такмичари           | Данска              | 3                 |                     | 1                   | 1                   |                     | 1                   |                     |                     |                     |                     |                     |
| Такмичари           | Белгија             | 8                 |                     |                     |                     |                     | 1                   | 1                   |                     | 5                   |                     | 1                   |
| Такмичари           | Немачка             | 5                 |                     |                     | 2                   |                     | 1                   |                     | 1                   |                     | 1                   |                     |
| Такмичари           | Аустрија            | 8                 |                     |                     | 3                   | 1                   | 1                   |                     | 1                   |                     |                     | 2                   |
| Такмичари           | Швајцарска          | 24                | 4                   | 6                   | 3                   | 5                   | 4                   |                     | 2                   |                     |                     |                     |

## Међународни преноси
Сваки емитер учесник је морао да преноси такмичење. Емитери чланови ЕБУ који нису учестовали су могли да преносе такмичење и буду „пасивни учесници”. Емитери су смели да пошаљу коментаторе који су извештавали са такмичења на својим матерњим језицима, како би преносили информације о извођачима и песмама својим гледаоцима и слушаоцима.
| Држава     | Емитер           | Пренос                                 | Коментатори            | Реф.          |
| ---------- | ---------------- | -------------------------------------- | ---------------------- | ------------- |
| Аустрија   | ОРФ              |                                        | Не зна се              | [ 39 ]        |
| Белгија    |                  |                                        | Не зна се              | [ 40 ] [ 41 ] |
| Белгија    | Radio Belgique   | Не зна се                              |                        | [ 40 ] [ 41 ] |
| Белгија    |                  |                                        | Не зна се              | [ 40 ]        |
| Данска     | Statsradiofonien | Statsradiofonien TV, Program 1         | Свенд Педерсен         | [ 42 ] [ 43 ] |
| Италија    | RAI              | Programma Nazionale, Secondo Programma | Бјанка Марија Пићинино | [ 41 ] [ 44 ] |
| Немачка    | ARD              | Deutsches Fernsehen                    | Не зна се              | [ 24 ] [ 40 ] |
| Луксембург | CLT              | Télé-Luxembourg                        | Не зна се              | [ 45 ]        |
| Француска  |                  |                                        | Пјер Чернија           | [ 24 ] [ 46 ] |
| Француска  | France I         | Не зна се                              | [ 41 ]                 |               |
| Холандија  |                  |                                        | Сјеб ван дер Зи        | [ 23 ] [ 40 ] |
| Холандија  | NRU              |                                        | Сјеб ван дер Зи        | [ 40 ]        |
| Шведска    |                  | Sveriges TV                            | Јан Габријелсен        | [ 47 ]        |
| Швајцарска | СРГ ССР          |                                        | Не зна се              | [ 24 ] [ 41 ] |
| Швајцарска | СРГ ССР          | Жорж Харди                             |                        | [ 24 ] [ 41 ] |
| Швајцарска | СРГ ССР          | Не зна се                              |                        | [ 24 ] [ 41 ] |
| Швајцарска | СРГ ССР          | Не зна се                              |                        | [ 24 ] [ 41 ] |

| Држава               | Емитер | Пренос | Коментатори | Реф.         |
| -------------------- | ------ | ------ | ----------- | ------------ |
| Уједињено Краљевство | ББЦ    |        | Петер Хејг  | [ 1 ] [ 13 ] |

### Viewing figures
No official accounts of the viewing figures are known to exist. In his introductory remarks, the Dutch commentator stated that a total number of "about 25 million viewers" across Europe could be estimated.